# Eduardo Andrés Farías
Eduardo Andrés Farías (nacido en Rosario el 7 de marzo de 1982) es un futbolista argentino. Se desempeña como defensor y se formó en las divisiones juveniles de Rosario Central.

## Carrera
Jugando habitualmente como marcador de punta derecha, tras realizar las divisiones formativas en Central, quedó libre sin llegar a debutar como profesional. Su destino fue Argentino de Rosario, donde jugó dos temporadas. Pasó por el fútbol venezolano, vistiendo la casaca de Monagas Sport Club. En el primer semestre de 2007 jugó por Sportivo Las Parejas en el Torneo Argentino B, y a mitad de año sorprendió al ser incorporado por Central, en el que finalmente pudo debutar el 11 de julio de ese año, ante Gimnasia y Esgrima de Jujuy, partido que finalizó empatado en un gol. Si bien la participación canalla en ese Torneo Apertura fue floja, Farías fue titular en la destacada victoria conseguida en el clásico ante Newell's Old Boys, por 1-0 como visitante y jugando 50 minutos con diez jugadores y los últimos 10 con nueve futbolistas. Los malos resultados eyectaron del banco al técnico Carlos Ischia y Farías perdió terreno en la consideración del nuevo entrenador, Leonardo Madelón. En 2008 jugó en Almagro el torneo de la Primera B Nacional, y en 2010 llegó nuevamente al Argentino B, vistiendo los colores de 9 de Julio de Morteros. Luego continuó su carrera por las ligas regionales de la provincia de Santa Fe, jugando para equipos como Belgrano de Arequito (con el que fue campeón de la Liga Casildense de Fútbol en 2011), Alumni de Casilda, Sportivo Matienzo de Pujato y ADEO de Cañada de Gómez.

## Clubes
| Club                       | País      | Año       |
| -------------------------- | --------- | --------- |
| Argentino (Rosario)        | Argentina | 2004-2006 |
| Monagas Sport Club         | Venezuela | 2006      |
| Sportivo Las Parejas       | Argentina | 2007      |
| Rosario Central            | Argentina | 2007-2008 |
| Almagro                    | Argentina | 2008-2009 |
| 9 de Julio (Morteros)      | Argentina | 2010-2011 |
| Belgrano (Arequito)        | Argentina | 2011-2012 |
| Alumni (Casilda)           | Argentina | 2013      |
| Sportivo Matienzo (Pujato) | Argentina | 2014      |
| ADEO (Cañada de Gómez)     | Argentina | 2014      |

## Palmarés
| Equipo              | Liga       | País      | Título           | Año  |
| ------------------- | ---------- | --------- | ---------------- | ---- |
| Belgrano (Arequito) | Casildense | Argentina | Primera División | 2011 |